# Central Lake
Central Lake is een plaats (village) in de Amerikaanse staat Michigan, en valt bestuurlijk gezien onder Antrim County.

## Demografie
Bij de volkstelling in 2000 werd het aantal inwoners vastgesteld op 990.
In 2006 is het aantal inwoners door het United States Census Bureau geschat op 986, een daling van 4 (-0,4%).

## Geografie
Volgens het United States Census Bureau beslaat de plaats een oppervlakte van
3,1 km², waarvan 2,7 km² land en 0,4 km² water. Central Lake ligt op ongeveer 188 m boven zeeniveau.

## Plaatsen in de nabije omgeving
De onderstaande figuur toont nabijgelegen plaatsen in een straal van 24 km rond Central Lake.